# Elisabeth Zanon
Elisabeth Zanon (* 13. Juni 1955 in Leisach, Tirol) ist eine ehemalige österreichische Politikerin. Sie war stellvertretende Obfrau der Österreichischen Volkspartei (ÖVP) sowie der Tiroler Volkspartei, Landesleiterin der Tiroler Frauenbewegung und erste Landeshauptmann-Stellvertreterin von Tirol. Im Juli 2008 gab sie aufgrund der Wahl der neuen Landesregierung unter Günther Platter bekannt, sich aus der Politik zurückzuziehen und wieder als Ärztin tätig zu werden.

## Lebenslauf
Elisabeth Zanon wurde 1955 als Tochter des Altenlandesrats Fridolin Zanon und dessen Frau Elisabeth in Lienz geboren. Nach der Volksschule in Lienz und der Matura am dortigen Gymnasium absolvierte sie in Innsbruck ein Medizinstudium, das sie 1982 mit der Promotion abschloss. Nach der Turnusausbildung am Bezirkskrankenhaus Lienz begann Zanon an der Innsbrucker Klinik eine Facharztausbildung für plastische und Wiederherstellungschirurgie (Abschluss bei Hans Anderl) und arbeitete dort als Fachärztin. 1993 eröffnete sie ihre eigene Praxis. Seit ihrem Rückzug aus der Politik 2008 arbeitet sie wieder als niedergelassene Fachärztin in Innsbruck und Wien. Elisabeth Zanon ist Mitglied des Vorstands der österreichischen Gesellschaft für plastische, ästhetische und rekonstruktive Chirurgie. Seit 2012 ist Elisabeth Zanon Vorsitzende der Tiroler Hospiz-Gemeinschaft.
In der Funktionsperiode 2018 bis 2023 ist sie Vorsitzende des Universitätsrates der Medizinischen Universität Innsbruck.

## Politische Laufbahn
Zanon wurde 1994 als erste Frau vom Tiroler Landtag in die Landesregierung gewählt. Ab 3. Jänner 2006 war Zanon 1. Landeshauptmannstellvertreterin und unter anderem für die Bereiche Gesundheit, Familie, Frauen, Jugend, Senioren, Integration, Arbeitnehmerförderung und Wohnbauförderung zuständig. Auf dem Bundesparteitag der ÖVP im Jahr 1995 wurde Zanon zur Obmannstellvertreterin von Wolfgang Schüssel gewählt. Beim 33. ordentlichen Bundesparteitag am 21. April 2007 in Salzburg  erfolgte die Wiederwahl zur stellvertretenden Bundesparteiobfrau. Zudem ist Zanon seit 1995 die Landesleiterin der Tiroler Frauen in der Volkspartei/Tiroler Frauenbewegung.
Nach Verlusten der Tiroler Volkspartei von fast 10 Prozentpunkten bei der Landtagswahl am 8. Juni 2008 kündigte Zanon noch am Wahlabend an, dass sie Landeshauptmann Herwig van Staa in seinen Funktionen als Landeshauptmann und Landesparteichef beerben möchte. Bei der Neuformierung der Tiroler Landesregierung unter der Führung von Landeshauptmann Günther Platter kam Zanon im Juli 2008 allerdings nicht mehr zum Zug. Sie nahm dies zum Anlass, ihren Abschied aus der Politik anzukündigen, sich ins Privatleben zurückzuziehen bzw. wieder als Ärztin tätig zu werden. Dies obwohl lange Zeit darüber gesprochen wurde, sie wolle in die Bundespolitik wechseln, was sie jedoch immer wieder widerlegte. Sie wurde auch bereits als Nachfolgerin von Andrea Kdolsky als Bundesministerin für Gesundheit, Familie und Jugend gehandelt.